# Anthony Kelly
Anthony Kelly (Middlesex, 25 de enero de 1929-Cambridge, 3 de junio de 2014) fue un físico británico. Profesor de Ciencia de materiales y Metalurgia en la Universidad de Cambridge (Churchill College). Director del Laboratorio Nacional de Física del Reino Unido. Está considerado como uno de los padres de los materiales compuestos.

## Biografía

### Formación académica y actividad docente
Se licenció en Ciencias Físicas en la Universidad de Reading (1949-1950), y posteriormente se doctoró en el Trinity College de la Universidad de Cambridge (1953).
Inició su actividad docente como becario en la Universidad de Birmingham (1955). Un año después se desplazó a la Universidad de Northwestern (1956-1959), donde impartió metalurgia y ciencia de los materiales. La Universidad de Cambridge le fichó en 1959, y allí permaneció hasta 1967. En esa época fue miembro fundador de Churchill College.
En 1959 fue nombrado Director de Estudios en Ciencias Naturales, donde permaneció hasta 1967. Posteriormente trabajó para el gobierno británico en el Laboratorio Nacional de Física y en el Imperial Chemical Industries antes de convertirse en vicerrector de la Universidad de Surrey (1975-1994) Al obtener una beca extraordinaria regresó a Churchill College en 1985 donde permaneció hasta su jubilación en 1996.

### Premios y distinciones
Recibió numerosas distinciones, condecoraciones y reconocimientos tanto en Europa como en América y Asia. Entre otras, destacan estas:
- Fellow de la Royal Society.
- Orden del Imperio Británico.
- Caballero de la Orden Papal de San Gregorio (1992).
- Doctor Honoris Causa en la Universidad de Navarra (España)[10]